# EC8
Der Eurocode 8 oder kurz EC8 ist die Europäische Normenreihe, welche die Erdbebenbemessung regelt. Die Norm ist auch als EN 1998 bekannt.
Der EC8 gilt als eine Norm zwischen der dritten und der vierten Normengeneration. Es enthält die semi-probalistischen Ansätze, aber auch die Geotechnik wird im EC8 beachtet. Daneben sind Elemente der vierten Normengeneration im EC8 zu finden wie „displacment-based analysis methods“.
Für die Umsetzung der EC8 ist es notwendig, dass jedes Land eine Seismische Zonenkarte mit Spitzengrundbeschleunigung und Spektralkurve definiert. Normalerweise ist vorgesehen, solche Werte im Nationalen Anhang des EC8 zu definieren, jedoch haben sich manche Länder dazu entschieden, staatliche Verordnungen zu verabschieden, und daher sind Teile dann außerhalb des EC8 geregelt.
Es gibt insgesamt sechs Teilnormen des EC8:
- EN 1998-1 Auslegung von Bauwerken gegen Erdbeben - Teil 1: Grundlagen, Erdbebeneinwirkungen und Regeln für Hochbauten
- EN 1998-2 Auslegung von Bauwerken gegen Erdbeben - Teil 2: Brücken
- EN 1998-3 Auslegung von Bauwerken gegen Erdbeben - Teil 3: Beurteilung und Ertüchtigung von Gebäuden
- EN 1998-4 Auslegung von Bauwerken gegen Erdbeben - Teil 4: Silos, Tankbauwerke und Rohrleitungen
- EN 1998-5 Auslegung von Bauwerken gegen Erdbeben - Teil 5: Gründungen, Stützbauwerke und geotechnische Aspekte
- EN 1998-6 Auslegung von Bauwerken gegen Erdbeben - Teil 6: Türme, Maste und Schornsteine

Die EN 1998-1, also Teil 1 der Norm, wurde 1988 das erste Mal veröffentlicht, war aber noch keine Norm. 1992 wurden von den CEN-Mitgliedern Kommentare eingereicht, welche dann 1994 als Vornorm aufgenommen wurden.